# More Than Just a Residency
More Than Just a Residency é a primeira residência de concertos da cantora australiana Kylie Minogue, em apoio ao seu décimo sexto álbum de estúdio Tension (2023). A residência foi anunciada em agosto de 2023 e acontecerá no Teatro Voltaire do The Venetian, em Las Vegas. Iniciada em 3 de novembro de 2023, a residência compreende shows nas noites de sextas-feiras e sábados pelo período de seis meses, com finalização agendada para 4 de maio de 2024.

## Antecedentes
Durante o início do ciclo promocional de seu décimo sexto álbum de estúdio, Tension (2023), Minogue foi questionada por vários meios de comunicação sobre uma turnê, especificamente uma turnê na América do Norte, e uma residência em Las Vegas. Andy Cohen fez a pergunta durante sua aparição no Watch What Happens Live with Andy Cohen, à qual ela respondeu "Muito possivelmente". Os rumores aumentaram quando ela postou um vídeo da interação em suas contas, sobreposto a postagens de fãs nas redes sociais sobre uma possível residência, junto com várias conversas mencionando a música "Vegas High" presente no álbum Tension.
More Than Just a Residency foi anunciada nas redes sociais de Minogue em 28 de julho de 2023, onde ela postou um vídeo de trinta segundos apresentando vídeos de performances, bem como datas da residência, apoiada por "Vegas High".
Em um comunicado à imprensa, Minogue afirmou que o show estava em desenvolvimento há três anos, afirmando ainda que ela sentiu que havia encontrado o momento certo "em algum lugar no meio" de sua carreira, onde ela "ganhou o direito" de se apresentar lá.
Eu quero que seja o tipo de essência do que um show da Kylie se tornou, com bastante glamour e abandono. Tenho algumas versões de músicas que não foram ouvidas, como releituras de músicas, o que é emocionante. Danças ao vivo na cama, fantasias incríveis. Essa é a base e então veremos que surpresas podemos inventar— Minogue na premissa do show.

## Concerto Sinopse
O show começa com uma introdução, combinando elementos de "Magic" e "Can't Get You Out of My Head". Em seguida, começa a contagem regressiva de "Light Years", levando a uma versão abreviada da música que começa com a ponte. Depois disso, Kylie passou a apresentar versões abreviadas de "Supernova" e "Your Disco Needs You". Após a noite de estreia, "Supernova" foi reduzida a uma transição entre "Light Years" e "Your Disco Needs You". Kylie então cantou uma nova versão de "Come into My World", que começa como uma balada antes de passar para um remix dançante. Ela conversa com o público antes de apresentar "Vegas High". Depois disso, Kylie executou versões abreviadas de "In Your Eyes" e "Get Outta My Way", fechando a primeira seção.
O segundo ato começa com "Tension", com Kylie emergindo em uma roupa preta de PVC. Ela então passa para "Slow", com um mashup de "Love to Love You Baby" de Donna Summer, antes de tocar "Hold On to Now". Depois disso, ela canta um cover de "Can't Help Falling in Love" de Elvis Presley, antes de encerrar a seção com "Confide in Me".
O terceiro ato começa com um interlúdio de "Magic", com a participação de trapezistas, antes de passar para um novo remix de "Spinning Around", apresentando um trecho de "Got to Be Real". Isto é seguido por uma breve conversa com o público antes de Kylie apresentar um remix animado de "The Loco-Motion". O corpo principal do show termina com "All the Lovers".
O encore abre com "Padam Padam", apresentando uma introdução estendida, com Kylie em pé no topo de uma plataforma vestida inteiramente de vermelho. Depois disso, ela canta "Can't Get You Out of My Head", antes de encerrar o show com "Love at First Sight".

## Desempenho comercial
A residência de Minogue foi atendida com uma demanda esmagadora por ingressos, com a primeira série de dez shows esgotando em poucas horas. Inicialmente, os desafios de venda de ingressos surgiram durante o primeiro lançamento de ingressos, no entanto, esse aumento no interesse levou os representantes do teatro a acomodar os fãs, anunciando dez datas adicionais. O segundo lançamento de shows esgotou 30 minutos após ser colocado à venda.

## Repertório
O repertório é do show de 4 de novembro de 2023.
1. "Light Years" (contém elementos de "Magic" e "Can't Get You Out of My Head " na introdução)
2. "Supernova"
3. "Your Disco Needs You"
4. "Come into My World"
5. "Vegas High"
6. "In Your Eyes"
7. "Get Outta My Way"
8. "Slow" / "Love to Love You Baby"
9. "Hold On to Now"
10. "Can't Help Falling in Love"
11. "Tension"
12. "Confide in Me"
13. "Magic" (interlúdio)
14. "Spinning Around"
15. "The Loco-Motion"
16. "All the Lovers"
17. "Padam Padam"
18. "Can't Get You Out of My Head"
19. "Love at First Sight"

Notas
- "The One" foi apresentada como um pedido acapella na noite de estreia, antes de "Love at First Sight".
- "Supernova" foi reduzida a uma transição entre "Light Years" e "Your Disco Needs You" após a noite de estreia.
- "10 Out of 10" foi tocada acapella durante os concertos de 9 e 11 de dezembro de 2023, bem como no concerto de 19 de janeiro de 2024.

## Datas
| Data                   | Público | Receita |
| ---------------------- | ------- | ------- |
| 3 de novembro de 2023  | —       | —       |
| 4 de novembro de 2023  | —       | —       |
| 10 de novembro de 2023 | —       | —       |
| 11 de novembro de 2023 | —       | —       |
| 8 de dezembro de 2023  | —       | —       |
| 9 de dezembro de 2023  | —       | —       |
| 15 de dezembro de 2023 | —       | —       |
| 16 de dezembro de 2023 | —       | —       |
| 19 de janeiro de 2024  | —       | —       |
| 20 de janeiro de 2024  | —       | —       |
| 26 de janeiro de 2024  | —       | —       |
| 27 de janeiro de 2024  | —       | —       |
| 8 de março de 2024     | —       | —       |
| 9 de março de 2024     | —       | —       |
| 15 de março de 2024    | —       | —       |
| 16 de março de 2024    | —       | —       |
| 26 de abril de 2024    | —       | —       |
| 27 de abril de 2024    | —       | —       |
| 3 de maio de 2024      | —       | —       |
| 4 de maio de 2024      | —       | —       |
| Total                  | —       | —       |